# Tanneberger Sumpf - Gröbitzer Busch
Tanneberger Sumpf - Gröbitzer Busch este o arie protejată (arie specială de conservare — SAC, sit de importanță comunitară — SCI) din Germania întinsă pe o suprafață de 46,49 ha, integral pe uscat.

## Localizare
Centrul sitului Tanneberger Sumpf - Gröbitzer Busch este situat la coordonatele 51°39′59″N 13°43′26″E / 51.6664°N 13.7239°E.

## Înființare
Situl Tanneberger Sumpf - Gröbitzer Busch a fost declarat sit de importanță comunitară în septembrie 2000 pentru a proteja 8 specii de animale. Situl a fost protejat și ca arie specială de conservare în martie 2003.

## Biodiversitate
Situată în ecoregiunea continentală, aria protejată conține 3 habitate naturale: Liziere de ierburi înalte hidrofile de câmpie și de nivel montan până la alpin, Fânețe de joasă altitudine (Alopecurus pratensis, Sanguisorba officinalis), Păduri aluvionare cu Alnus glutinosa și Fraxinus excelsior (Alno-Padion, Alnion incanae, Salicion albae).
La baza desemnării sitului se află mai multe specii protejate:
- păsări (7): erete de stuf (Circus aeruginosus), becațină comună (Gallinago gallinago), sfrâncioc roșiatic (Lanius collurio), gaia roșie (Milvus milvus), grangur (Oriolus oriolus), silvie porumbacă (Sylvia nisoria), nagâț (Vanellus vanellus)
- mamifere (1): vidră de râu (Lutra lutra)

Pe lângă speciile protejate, pe teritoriul sitului au mai fost identificate 7 specii de plante, 4 specii de amfibieni, 1 specie de reptile.